# Schwelgernbruch
Das Schwelgernbruch ist ein ehemaliges Sumpfgebiet im heutigen Stadtteil Fahrn der kreisfreien Großstadt Duisburg in Nordrhein-Westfalen.
Auf dem Schwelgernbruch-Gelände befindet sich seit 1925 der Volkspark Schwelgern. 

## Namensherkunft
Die älteste Form des Namens lautete Svalengeren. Im 18. und 19. Jahrhundert findet man zuweilen auch die Form Schwellingen. Die erste Silbe des Wortes Schwelgern kommt von Schwall, bzw. schwellen und bezeichnet ein Gebiet, in dem sich infolge der Bodenfeuchtigkeit Nebelschwaden bilden. Die zweite Silbe wird mit dem Verb gären erklärt.

## Geschichte

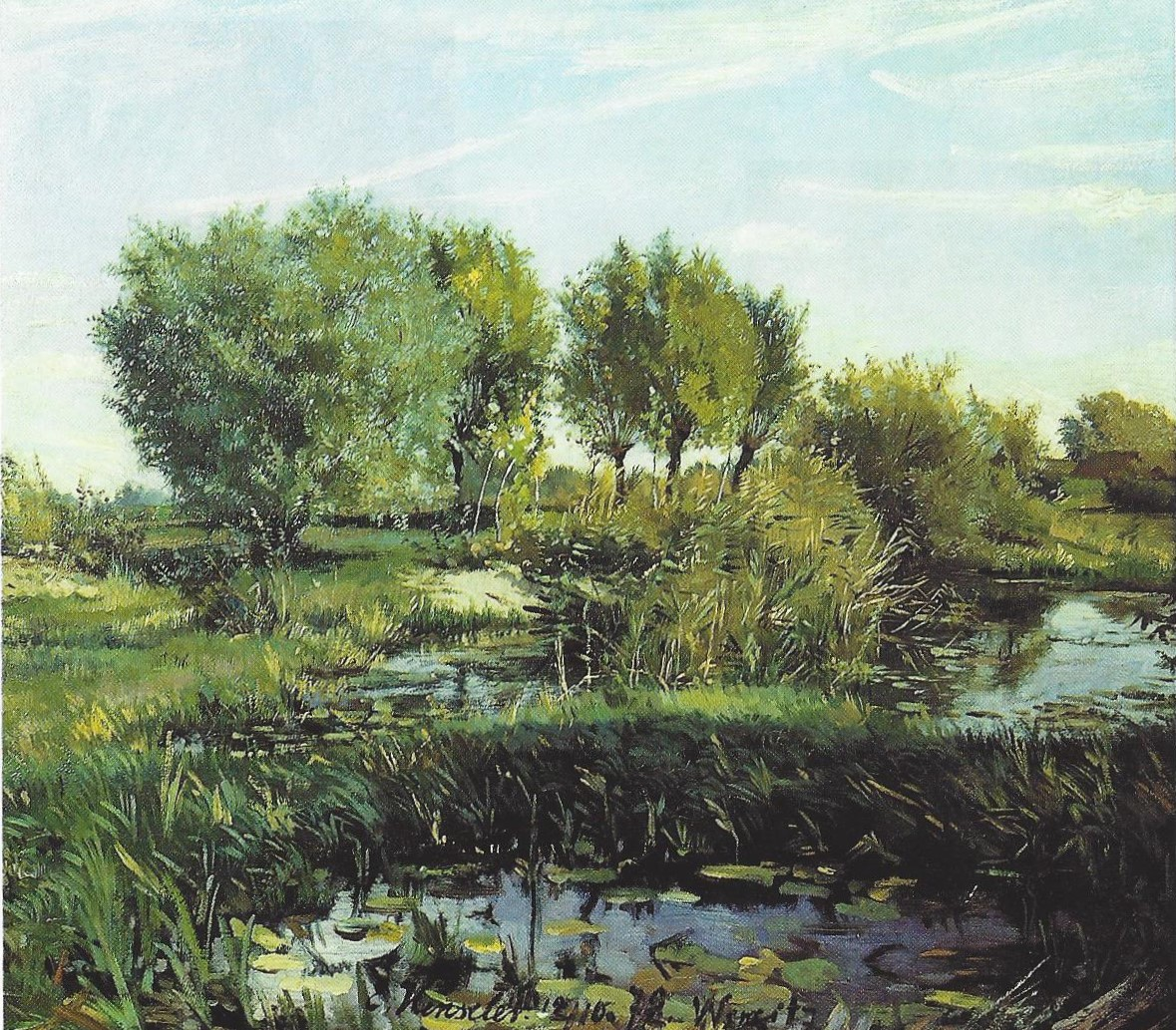
Typisches Bruchgelände (Gemälde)

Nach einer alten Urkunde vom 17. Mai 1348 schenkte der Grundherr des Schultenhofs Alsum, Graf Engelbert von der Mark, das Bruch sämtlichen Eingesessenen, wie es in der Urkunde heißt, als Weidegebiet. Im Jahr 1623 waren es 58 Berechtigte, Ende des 17. Jahrhunderts nur noch 42.
Im Laufe der Zeit wurde das Bruch mehr und mehr mit Pferden, Rindern, Schweinen und Gänsen überweidet. Vor allem handelte es sich hierbei um die umfangreichen Viehbestände der Großbauern. Dies führte immer wieder zu Streitigkeiten und Klagen, bis schließlich 1844 beschlossen wurde, das Bruch unter den Berechtigten aufzuteilen, von denen danach viele ihre Abfindungsanteile veräußerten. Als Großaufkäufer von Schwelgernbruch-Abfindungsanteilen trat Johann Cristian Heinrich Lüps aus Kleve auf. Als seine Erben die Liegenschaften im Zeitraum 1902 bis 1904 an die Gewerkschaft Deutscher Kaiser veräußerten, betrug der Liegenschaftswert mehr als das Zehnfache gegenüber dem Erwerbspreis von 1847.
Die Absenkung der Emscher infolge des Bergbaus und der Rückstau des Rheins in der Emschermündung führte zur zunehmenden Versumpfung des Bruchs. Erst als die Emscher in ein 10 km langes neues Bett, welches rund 3 km weiter von seiner Mündung in Alsum nach Walsum verlegt wurde, besserte sich der Zustand.
1920 überließ August Thyssen, der im Zuge einer Konsolidierung in den Besitz der Gewerkschaft Deutscher Kaiser gelangte, das für ihn unnutzbare Bruch der Gemeinde Hamborn zwecks Schaffung einer Park- und Wasserfläche für 50 Mark Monatspacht. 1923 schenkte dann der Ehrenbürger August Thyssen der Stadt Hamborn das Gelände zwischen Kiebitzmühle und Schlackenhalde Petersberg, benannt nach dem Bergwerksdirektor Peter Mommerts.